# فتاح عبدلی

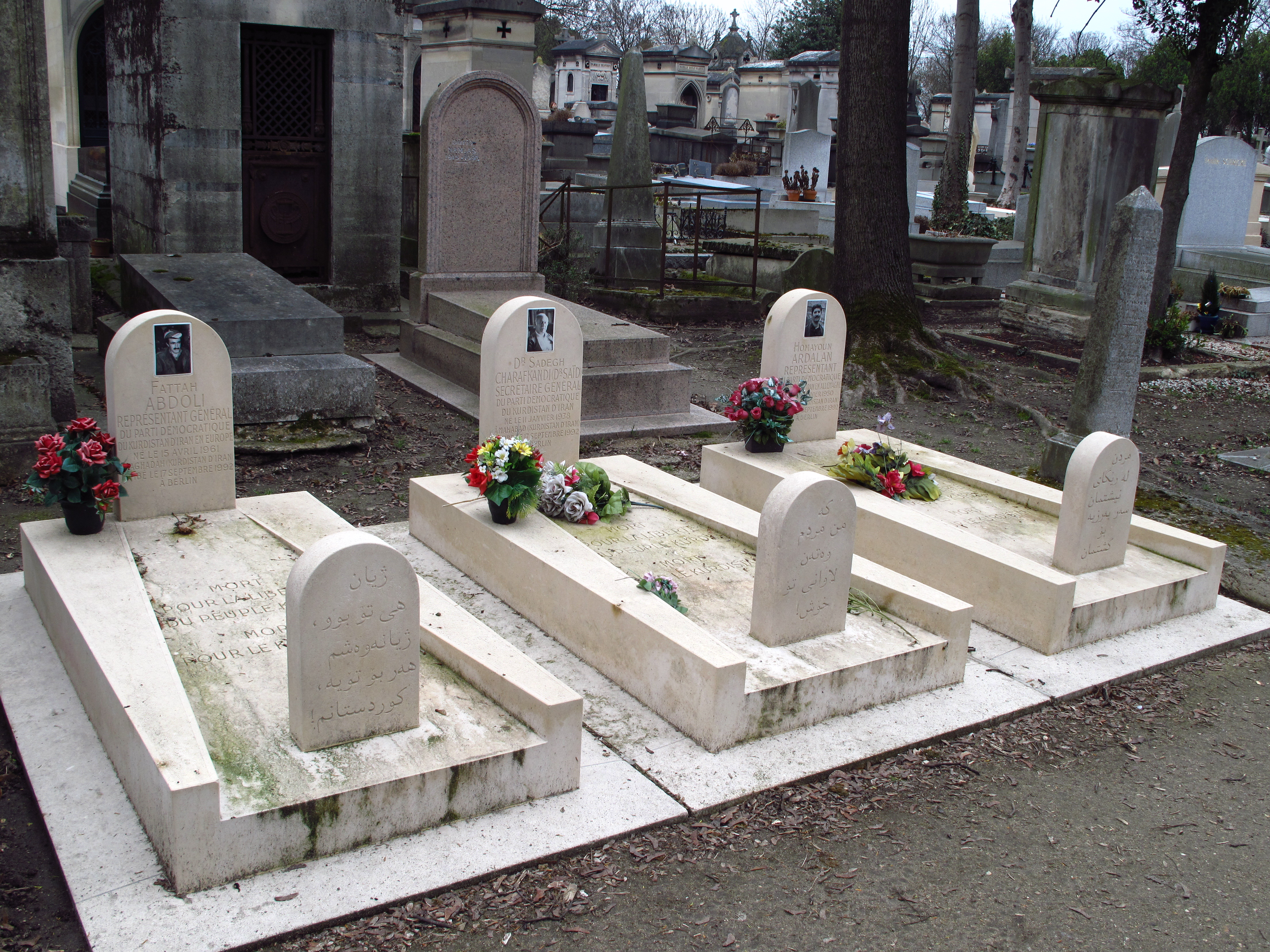
آرامگاه عبدلی، صادق شرفکندی و همایون اردلان در گورستان پر-لاشز پاریس.

فتاح عبدلی (۲۶ فروردین ۱۳۴۰ – ۲۶ شهریور ۱۳۷۱) نمایندهٔ حزب دموکرات کردستان ایران در اروپا و عضو کمیتهٔ مرکزی این حزب بود. او همراه صادق شرفکندی، همایون اردلان و نوری دهکردی طی واقعهٔ ترور در میکونوس در ۱۷ سپتامبر ۱۹۹۲ کشته شدند.
او از زمانی‌که دانش‌آموز بوده به عضویت در حزب دموکرات کردستان ایران درآمده است. بعد از کنگرهٔ ششم حزب دموکرات مسئول کمیتهٔ حزبی شهرستان سنندج بود و بعد از کنگره هفتم این حزب مسئول کمیتهٔ حزبی سردشت بود. عبدلی پس از ترور عبدالله قادری‌آذر در سال ۱۳۶۸ جانشین او بود.